# La noche de la V
La noche de la V  fue un programa de televisión argentino de género talk show presentado por la actriz y humorista Florencia de la V. Fue producido por Jotax y emitido por América TV entre el 8 de enero y el 26 de marzo de 2022.

## Sinopsis
El programa trata de entretenimiento, juegos, risas y revelaciones que surgen a través de las entrevistas que hace la conductora a sus invitados. También cuenta con mano a mano, musicales en vivo y sketches. Tuvo como humoristas a Srta. Bimbo y Nacho Bulián.

## Temporadas

### Primera temporada (2022)
| 1             | Sábado  | 8 de enero de 2022    | Ver listaAntonio Ríos (músico) Sol Pérez (presentadora de televisión) Benito Fernández (diseñador de moda)            | 3.2 | [ 5 ]  |
| 2             | Domingo | 9 de enero de 2022    | Ver listaSilvio Soldán (presentador de televisión) Esmeralda Mitre (actriz) Juanchi Baleirón (miembro de Los Pericos) | 1.4 | [ 6 ]  |
| 3             | Sábado  | 15 de enero de 2022   | Ver listaBetiana Blum (actriz) Ingrid Grudke (modelo) Locomotora Castro (exboxeador)                                  | 2.1 | [ 7 ]  |
| 4             | Domingo | 16 de enero de 2022   | Ver listaEl Polaco (cantante) Valeria Archimó (vedette) Pablo Alarcón (actor)                                         | 2.1 | [ 8 ]  |
| 5             | Sábado  | 22 de enero de 2022   | Ver listaDalia Gutmann (humorista) Hernán Montenegro (exbasquetbolista) Brian Lanzelotta (cantante)                   | 1.3 | [ 9 ]  |
| 6             | Domingo | 23 de enero de 2022   | Ver listaAnamá Ferreyra (exmodelo) Alcides (cantante) Marcos Di Palma (expiloto de automovilismo)                     | 1.5 |        |
| 7             | Sábado  | 29 de enero de 2022   | Ver listaReina Reech (coreógrafa) Mauricio Dayub (actor) Joe Fernández (cantautor)                                    | 1.3 | [ 10 ] |
| 8             | Domingo | 30 de enero de 2022   | Ver listaJosé María Muscari (director teatral) Caramelito Carrizo (actriz) Pichu Straneo (humorista)                  | 1.5 |        |
| 9             | Sábado  | 5 de febrero de 2022  | Ver listaEsther Goris (actriz) Virginia Gallardo (bailarina) Ricky Maravilla (cantante)                               | 1.7 | [ 11 ] |
| 10            | Domingo | 6 de febrero de 2022  | Ver listaMariana Genesio Peña (actriz) Silvina Luna (mediática) Juan Gil Navarro (actor)                              | 1.3 |        |
| 11            | Sábado  | 12 de febrero de 2022 | Ver listaDalma Maradona (actriz) Cristian Vanadia (conductor - influencer) Ángela Leiva (cantante)                    | 2.2 | [ 12 ] |
| 12            | Domingo | 13 de febrero de 2022 | Ver listaCharlotte Caniggia (mediática) CAE (cantante) Mario Guerci (modelo)                                          | 1.5 | [ 13 ] |
| Promedio: 1.8 |         |                       | |     |        |